# Halle Open 2007 - Qualificazioni singolare
Le qualificazioni del singolare dell'Halle Open 2007 sono state un torneo di tennis preliminare per accedere alla fase finale della manifestazione. I vincitori dell'ultimo turno sono entrati di diritto nel tabellone principale. In caso di ritiro di uno o più giocatori aventi diritto a questi sono subentrati i lucky loser, ossia i giocatori che hanno perso nell'ultimo turno ma che avevano una classifica più alta rispetto agli altri partecipanti che avevano comunque perso nel turno finale.
Le qualificazioni del torneo Halle Open  2007 prevedevano 32 partecipanti di cui 4 sono entrati nel tabellone principale.

## Teste di serie
1. Wesley Moodie (Qualificato)
2. Andrei Pavel (ultimo turno)
3. Raemon Sluiter (Qualificato)
4. Robin Haase (secondo turno)

1. Kenneth Carlsen (secondo turno)
2. Gō Soeda (primo turno)
3. Tobias Clemens (primo turno)
4. Simon Stadler (Qualificato)

## Qualificati
1. Wesley Moodie
2. Simon Stadler

1. Raemon Sluiter
2. Aisam-ul-Haq Qureshi

## Tabellone

### Legenda
| - Q = Qualificato - WC = Wild card - LL = Lucky loser | - ALT = Alternate - SE = Special Exempt - PR = Protected Ranking | - w/o = Walkover - r = Ritirato - d = Squalificato |

### Sezione 1
|  | Primo turno          | Primo turno           | Primo turno           | Primo turno | Primo turno |  |  | Secondo turno  | Secondo turno   | Secondo turno   | Secondo turno | Secondo turno |   |   | Ultimo turno | Ultimo turno  | Ultimo turno  | Ultimo turno | Ultimo turno |  |
|  |                      |                       |                       |             |             |  |  |                |                 |                 |               |               |   |   |              |               |               |              |              |  |
|  | 1                    | Wesley Moodie         | Wesley Moodie         | 6           | 7           |  |  |                |                 |                 |               |               |   |   |              |               |               |              |              |  |
|  |                      | Christopher Koderisch | Christopher Koderisch | 1           | 5           |  |  | 1              | Wesley Moodie   | Wesley Moodie   | 6             | 6             |   |   |              |               |               |              |              |  |
|  | Gilles Elseneer      | Gilles Elseneer       | Gilles Elseneer       | 6           | 6           |  |  |                | Gilles Elseneer | Gilles Elseneer | 4             | 2             |   |   |              |               |               |              |              |  |
|  | Patrick Eichenberger | Patrick Eichenberger  | Patrick Eichenberger  | 2           | 1           |  |  |                |                 |                 |               |               |   |   | 1            | Wesley Moodie | Wesley Moodie | 6            | 6            |  |
|  | Julian Reister       | Julian Reister        | Julian Reister        | 7           | 6           |  |  |                |                 |                 | Franz Stauder | Franz Stauder | 2 | 4 |              |               |               |              |              |  |
|  | Gastão Elias         | Gastão Elias          | Gastão Elias          | 5           | 1           |  |  | Julian Reister | Julian Reister  | 6               | 4             | 68            |   |   |              |               |               |              |              |  |
|  |                      | Franz Stauder         | Franz Stauder         | 7           | 6           |  |  | Franz Stauder  | Franz Stauder   | 2               | 6             | 7             |   |   |              |               |               |              |              |  |
|  | 6                    | Gō Soeda              | Gō Soeda              | 64          | 4           |  |  |                |                 |                 |               |               |   |   |              |               |               |              |              |  |

### Sezione 2
|  | Primo turno          | Primo turno          | Primo turno          | Primo turno | Primo turno |  |  | Secondo turno | Secondo turno        | Secondo turno        | Secondo turno | Secondo turno |   |   | Ultimo turno | Ultimo turno | Ultimo turno | Ultimo turno | Ultimo turno |  |
|  |                      |                      |                      |             |             |  |  |               |                      |                      |               |               |   |   |              |              |              |              |              |  |
|  | 2                    | Andrei Pavel         | 7                    | 64          | 7           |  |  |               |                      |                      |               |               |   |   |              |              |              |              |              |  |
|  |                      | Stéphane Bohli       | 5                    | 7           | 6(0)        |  |  | 2             | Andrei Pavel         | Andrei Pavel         | 6             | 6             |   |   |              |              |              |              |              |  |
|  | Daniel Lencina-Ribes | Daniel Lencina-Ribes | Daniel Lencina-Ribes | 6           | 6           |  |  |               | Daniel Lencina-Ribes | Daniel Lencina-Ribes | 3             | 2             |   |   |              |              |              |              |              |  |
|  | Gunnar Hildebrandt   | Gunnar Hildebrandt   | Gunnar Hildebrandt   | 3           | 4           |  |  |               |                      |                      |               |               |   |   | 2            | Andrei Pavel | 7            | 610          | 64           |  |
|  | Philipp Marx         | Philipp Marx         | Philipp Marx         | 6           | 6           |  |  |               |                      | 8                    | Simon Stadler | 62            | 7 | 7 |              |              |              |              |              |  |
|  | Igor Zelenay         | Igor Zelenay         | Igor Zelenay         | 4           | 4           |  |  |               | Philipp Marx         | 4                    | 6             | 65            |   |   |              |              |              |              |              |  |
|  | 8                    | Simon Stadler        | Simon Stadler        | 6           | 3           |  |  | 8             | Simon Stadler        | 6                    | 3             | 7             |   |   |              |              |              |              |              |  |
|  |                      | Lars Burgsmüller     | Lars Burgsmüller     | 3           | 0r          |  |  |               |                      |                      |               |               |   |   |              |              |              |              |              |  |

### Sezione 3
|  | Primo turno      | Primo turno       | Primo turno       | Primo turno | Primo turno |  |  | Secondo turno     | Secondo turno     | Secondo turno     | Secondo turno | Secondo turno |   |   | Ultimo turno | Ultimo turno   | Ultimo turno   | Ultimo turno | Ultimo turno |  |
|  |                  |                   |                   |             |             |  |  |                   |                   |                   |               |               |   |   |              |                |                |              |              |  |
|  | 3                | Raemon Sluiter    | 6                 | 3           | 6           |  |  |                   |                   |                   |               |               |   |   |              |                |                |              |              |  |
|  |                  | Franco Skugor     | 4                 | 6           | 2           |  |  | 3                 | Raemon Sluiter    | Raemon Sluiter    | 6             | 6             |   |   |              |                |                |              |              |  |
|  | Pavel Šnobel     | Pavel Šnobel      | 63                | 6           | 6           |  |  |                   | Pavel Šnobel      | Pavel Šnobel      | 4             | 4             |   |   |              |                |                |              |              |  |
|  | Todd Perry       | Todd Perry        | 7                 | 4           | 4           |  |  |                   |                   |                   |               |               |   |   | 3            | Raemon Sluiter | Raemon Sluiter | 6            | 6            |  |
|  | Rameez Junaid    | Rameez Junaid     | Rameez Junaid     | 7           | 7           |  |  |                   |                   |                   | Rameez Junaid | Rameez Junaid | 3 | 4 |              |                |                |              |              |  |
|  | Marcus Sarstrand | Marcus Sarstrand  | Marcus Sarstrand  | 65          | 5           |  |  | Rameez Junaid     | Rameez Junaid     | Rameez Junaid     | 7             | 7             |   |   |              |                |                |              |              |  |
|  |                  | Frédéric Niemeyer | Frédéric Niemeyer | 6           | 6           |  |  | Frédéric Niemeyer | Frédéric Niemeyer | Frédéric Niemeyer | 62            | 65            |   |   |              |                |                |              |              |  |
|  | 7                | Tobias Clemens    | Tobias Clemens    | 3           | 4           |  |  |                   |                   |                   |               |               |   |   |              |                |                |              |              |  |

### Sezione 4
|  | Primo turno          | Primo turno          | Primo turno          | Primo turno | Primo turno |  |  | Secondo turno | Secondo turno        | Secondo turno        | Secondo turno        | Secondo turno        |   |   | Ultimo turno   | Ultimo turno   | Ultimo turno   | Ultimo turno | Ultimo turno |  |
|  |                      |                      |                      |             |             |  |  |               |                      |                      |                      |                      |   |   |                |                |                |              |              |  |
|  | 4                    | Robin Haase          | Robin Haase          | 6           | 6           |  |  |               |                      |                      |                      |                      |   |   |                |                |                |              |              |  |
|  |                      | Tristan Farron-Mahon | Tristan Farron-Mahon | 0           | 3           |  |  | 4             | Robin Haase          | 68                   | 6                    | 5                    |   |   |                |                |                |              |              |  |
|  | Nenad Zimonjić       | Nenad Zimonjić       | 3                    | 6           | 6           |  |  |               | Nenad Zimonjić       | 7                    | 3                    | 7                    |   |   |                |                |                |              |              |  |
|  | Uros Vico            | Uros Vico            | 6                    | 4           | 4           |  |  |               |                      |                      |                      |                      |   |   | Nenad Zimonjić | Nenad Zimonjić | Nenad Zimonjić | 63           | 68           |  |
|  | Aisam-ul-Haq Qureshi | Aisam-ul-Haq Qureshi | 6                    | 4           | 6           |  |  |               |                      | Aisam-ul-Haq Qureshi | Aisam-ul-Haq Qureshi | Aisam-ul-Haq Qureshi | 7 | 7 |                |                |                |              |              |  |
|  | Jan-Henrik Langhorst | Jan-Henrik Langhorst | 0                    | 6           | 2           |  |  |               | Aisam-ul-Haq Qureshi | Aisam-ul-Haq Qureshi | 7                    | 7                    |   |   |                |                |                |              |              |  |
|  | 5                    | Kenneth Carlsen      | 5                    | 6           | 6           |  |  | 5             | Kenneth Carlsen      | Kenneth Carlsen      | 62                   | 64                   |   |   |                |                |                |              |              |  |
|  |                      | Michel Kratochvil    | 7                    | 4           | 4           |  |  |               |                      |                      |                      |                      |   |   |                |                |                |              |              |  |